# Balduíno VI da Flandres
Balduíno VI da Flandres  (c. 1030 - 17 de julho de 1070) foi Conde da Flandres, de 1067 a 1070 e Conde de Hainaut como Balduíno I de 1051 a 1070.

## Biografia
A morte de Balduíno no ano de 1070, desencadeia vários acontecimentos que viriam a mudar de forma definitiva o futuro da Flandres. Assim e por herança do primogénito, deixa a Flandres e Hainaut para o seu filho primogénito, Arnulfo III da Flandres, que devido a menor idade deste tem de ficar com a mãe, Riquilda de Hainaut como regente. 
Na Flandres, após a morte do seu filho mais velho, Arnulfo III, na Batalha de Cassel, em 22 de fevereiro de 1071, Roberto, o Frísio, invade a Flandres e torna-se Roberto I da Flandres. Em Hainaut, Balduíno, o seu filho mais novo, sucede ao irmão e torna-se Balduíno II de Hainaut. 

## Relações familiares
Balduíno foi o filho mais velho de Balduíno V da Flandres "o Piedoso" e de Adela de França, filha do rei Roberto II de França (1009 - 1079).
Em 1051, ele casou-se coma condessa de Hainaut e viúva do conde Hermano de Mons, Riquilda de Hainaut (c. 1018 - 15 de março de 1086), filha de Reginar V de Hainaut e de Matilde de Verdun, graças a este casamento, a Flandres pôde tomar o controlo de Hainaut. Deste casamento nasceram: 
1. Arnulfo III da Flandres (1055 - Batalha de Cassel, 22 de fevereiro de 1071), Conde da Flandres e de Hainaut, não teve descendência;
2. Balduíno II de Hainaut também conhecido como Balduíno II de Mons (1056 - Ásia Menor, 9 de junho de 1098)[7], Conde de Hainaut, sucede ao irmão Arnulfo por falta de descendência deste. Foi casado com Ida de Lovaina, filha de Henrique II de Lovaina (1020 — Mosteiro de Santa Gertrudes 1078), Conde de Lovaina e irmã de Godofredo I de Brabante (1060 - 25 de janeiro 1139), Duque da Baixa Lotaríngia) em 1084;
3. Inês da Flandres (? - depois de 1071).[8]